# Phu Kradueng Nationaal Park
Phu Kradueng Nationaal Park (Thai อุทยานแห่งชาติภูกระดึง) is een Thais Nationaal Park in het Phu Kradueng district van de noordoostelijke provincie Loei.
Het heeft de bestemming nationaal park gekregen op 23 november 1962. Het beschermde gebied bestaat voornamelijk uit bergen met een 60 km² groot berg plateau op de top. Het nationaal park is een van de beschermde gebieden in het Phetchabun gebergte. Dit gebergte vormt een natuurlijke scheiding tussen Noord-Thailand en de Isaan. Door deze hoogte is het klimaat er het hele jaar koel en kan de temperatuur dalen tot het vriespunt. Het park bestaat voornamelijk uit tropisch regenwoud en altijdgroen bos. Het bergplateau bestaat uit savanne met dennen, eiken en beuken. Onder de vele dieren die er gevonden worden zijn de Aziatische olifant, Chinese tijger, Aziatische zwarte beer, muntjak, Sambar (paardhert), Wild zwijn, vos en de wilde hond (Thai Dingo). Onder de vele vogelsoorten bevinden zich de Shamalijster, Indische zwarte arend, Zilverfazant, Indische kievit, Chinese frankolijn en menievogels. Er komen ook zeldzame schildpadden voor die leven in hooggelegen gebieden bij water stromen in het bos. Deze worden "Tao Poo Loo" of "Tao Hang" genoemd en hebben een lange straat. Deze soort komt ook voor in Cambodja en Laos. Tijdens het regenseizoen kunnen er plotselinge overstromingen van rivieren en aardverschuivingen ontstaan. Daarom is het park gesloten voor bezoekers tussen 1 juni en 30 september.

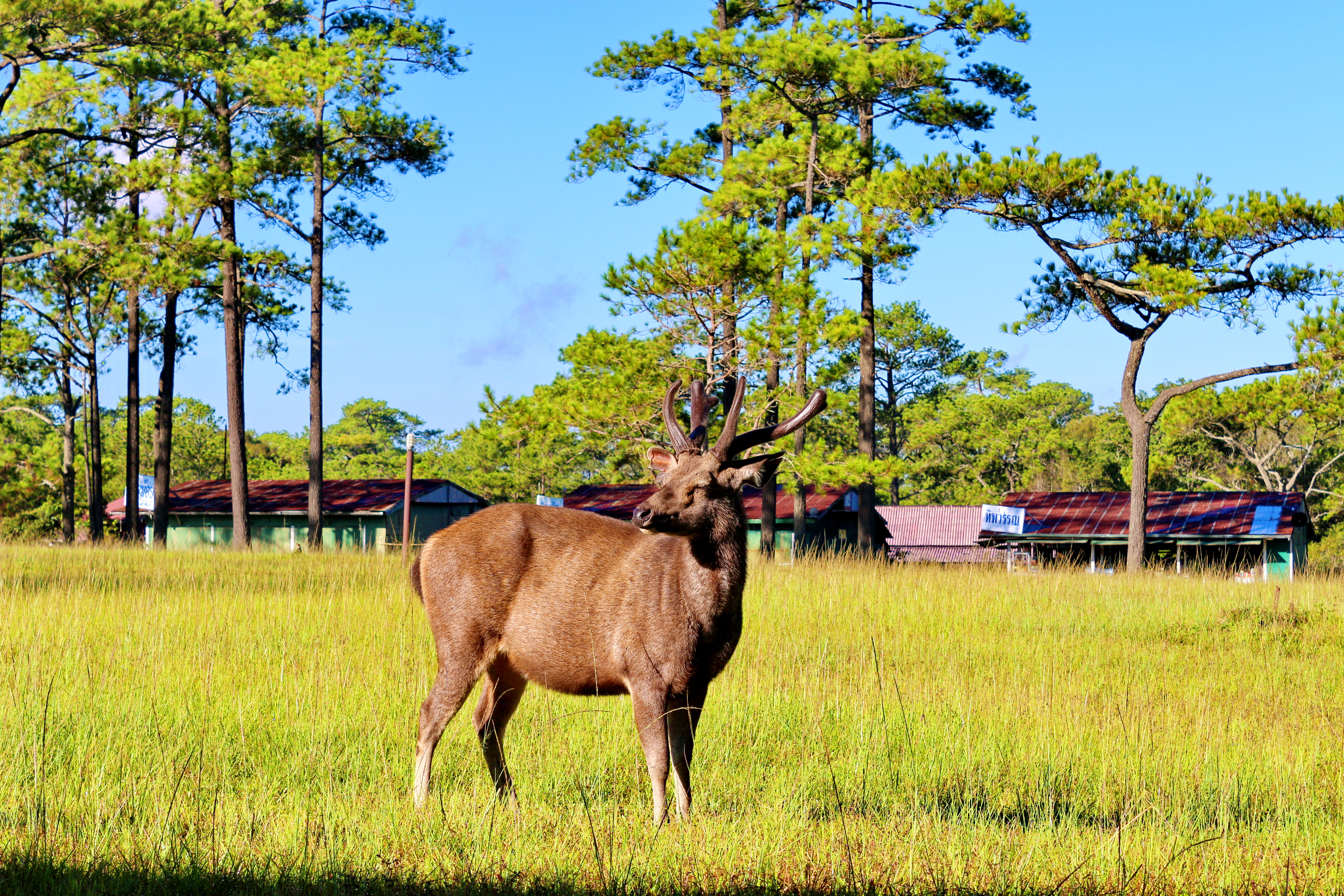
Paardhert in de buurt van kampementen in Phu Kradueng Nationaal Park.